# 白氏文集
《白氏文集》，是唐代詩人白居易自編的作品集。這部作品集是在白居易友人元稹編輯《白氏長慶集》基礎上擴充完成，故又常被稱為《白氏長慶集》。原先共有七十五卷，現存七十一卷，每卷的編排大致上保留了白居易自編的原貌，在唐代文人自編文集中，是保存較完整的一部。

## 編輯

### 雛形
白居易自編文集，可追溯至唐憲宗元和十年（815年）。當時白居易剛被貶為江州司馬，抵達江州後，白居易在寫給好友元稹的信中，有提及他近來剛編次自己的詩作十五卷，並說明編輯分類的標準。編輯完成之後，白居易還用調侃的口吻，寫了一首詩贈與好友元稹與李紳：
編集拙詩成一十五卷因題卷末戲贈元九、李二十

一篇長恨有風情，十首秦吟近正聲。每被老元偷格律，苦教短李伏歌行。世間富貴應無分，身後文章合有名。莫怪氣粗言語大，新排十五卷詩成。

### 白氏長慶集
唐穆宗長慶二年（822年），白居易任杭州刺史。次年，元稹任浙東觀察使。杭州、浙東相去不遠，兩人又開始頻繁的唱和。長慶四年（824年），在白居易任滿離開杭州之際，元稹索取白居易全部的作品，編輯成五十卷，題為《白氏長慶集》，並為之作序（《白氏長慶集序》）。序中除了介紹白居易的詩歌作品之外，並說明因為當時唐敬宗初即位，次年即將改元，長慶四年也將是長慶的最後一年，因此命名為《白氏長慶集》。

### 後續編輯
在元稹編輯《白氏長慶集》五十卷完成之後，白居易又多次增訂自己的作品集，陸續編成《後集》（二十卷）、《續後集》（五卷），並且多次繕寫，分別貯藏在廬山東林寺、洛陽聖善寺、蘇州南禪院，以及另外兩部藏於家中，吩咐由侄兒與外孫收藏。白居易還替貯藏各處的作品集寫記：分別有《東林寺白氏文集記》、《聖善寺白氏文集記》、《蘇州南禪院白氏文集記》。

## 體例
白居易曾在《與元九書》裏，將自己的詩作分類為「諷諭」、「閒適」、「感傷」、「雜律」四類。而後元稹為白居易編輯《長慶集》，也採用這四者（不過「雜律」被改為「律詩」），做為詩歌的分類。然而白居易後續自編文集，詩歌分類便僅剩下「格詩」、「律詩」兩類。其中「格詩」可能是白居易自創的名詞，汪立名、陳寅恪等人認為稱「格詩」只是單純為了與「律詩」做區隔而已。

## 名稱爭議
白居易作品集的名稱，應當題名為「白氏長慶集」或「白氏文集」，歷代有許多爭議。支持應題為「白氏長慶集」的根據，有其友人元稹给白居易作序时所用题目即是《白氏长庆集》，且《新唐書‧藝文志》記載道：「《白氏長慶集》七十五卷白居易。」此外晁公武《郡齋讀書志》亦記載：「白居易長慶集七十一卷。」紀昀等人據此，在編輯《四庫全書》之時，以《白氏長慶集》為名收入。相對的，支持應題為「白氏文集」的根據，有白居易自己寫的《東林寺白氏文集記》、《聖善寺白氏文集記》、《蘇州南禪院白氏文集記》。此外目前尚存宋代刊行白居易作品集共有兩種，都題為《白氏文集》。黎庶昌據此認為只有元稹編輯的部分可以稱為《長慶集》。
目前以《白氏長慶集》為名的白居易作品集，較著名的有明代馬元調的刊本、清代的《四庫全書》本等。以《白氏文集》為名的，有宋代紹興本、日本那波道圓刊本等。

## 版本
白居易的作品集，可能是保存最完整的唐代文人自編作品集。趙翼認為白居易將作品分五處貯藏是「愛名」的行為，而廣泛貯藏也是白居易的作品集保存，遠較李白、杜甫更為完整的原因。然而白居易自己貯藏的五本文集，大多毀於唐末五代的戰亂之中。

### 白氏手定本
- 那波道圓本

那波道圓于日本后水尾天皇元和四年（1618年）以朝鲜刊本为底本刊刻了活字本，保留了白居易《長慶集》、《後集》、《續集》的次序。然而那波道圓刊本的缺點是白居易的原注大多被刪去。

### 前诗后笔本
- 紹興本

目前通行的七十一卷白居易作品集中，年代最早的是南宋紹興本《白氏文集》。這個版本並沒有保留白居易《長慶集》、《後集》、《續後集》的次序，而將全部的詩列於第1卷至37卷，將文章列於第38卷至71卷。目前中華書局出版的顧學頡校點《白居易集》、以及謝思煒《白居易詩集校注》，都以宋朝紹興本《白氏文集》作為底本。
- 馬元調本

明朝馬元調刊行的《白氏長慶集》，是較為通行的版本。其卷次與宋朝紹興本《白氏文集》相同。《四庫全書》收錄的白居易作品集，就是馬元調的版本。目前上海古籍出版社出版的朱金城《白居易集箋校》就是以馬元調的版本作為底本。